# Parque nacional del valle del Kobuk
El Parque Nacional del Valle del Kobuk (en inglés Kobuk Valley National Park) es un parque nacional de los Estados Unidos localizado en el noroeste de Alaska, a unos 40 km al norte del círculo polar ártico, que protege las rutas de migración del caribú y las grandes dunas de arena de Kobuk (Great Kobuk Sand Dunes). Administrativamente, el parque pertenece al borough Northwest Arctic.
Fue establecido primero como monumento nacional en 1978 y luego como parque nacional en 1980. Protege una zona de 6757,5 km², que lo convierten en el sexto más extenso de los parques nacionales de Alaska y en el noveno de todo Estados Unidos.

## Características
El parque protege un tramo del valle del río Kobuk, más o menos el tramo central del río que acaba desembocando en el Kotzebue Sound, en el mar de Chukchi. El río Kobuk tiene una longitud total de 280 km, de los que 177 km además son considerados como río salvaje y paisajístico nacional. El valle está limitado por las montañas de Waring, en el sur, y por las montañas de Baird, en el norte. 
Este parque es el centro de un vasto ecosistema protegido integrado también por el refugio nacional de vida silvestre Selawik (Selawik National Wildlife Refuge, con 8 700 km²), la reserva nacional Noatak (Noatak National Preserve, con 26 587 km²), localizada al norte, y el parque nacional y reserva Puertas del Ártico, que se encuentra a unos 50 km al oeste, contiguo a Noatak (34 287 km²). Los animales más visibles son los 400 000 caribúes de la manada del Ártico occidental. La manada emigra anualmente entre sus lugares de cría de invierno, al sur de las montañas Waring, y los lugares de alumbramiento del verano, al norte de las montañas de Baird. El cruce anual del río Kobuk del rebaño es fundamental para la caza de subsistencia de los inupiaq.
Ningún camino conduce al parque. Es accesible a pie, trineos tirados por perros, motos de nieve y taxis aéreos fletados desde Nome y Kotzebue todo el año. El parque es uno de los menos visitados en el Sistema de Parques Nacionales de Estados Unidos, clasificado como el parque nacional menos visitado del país en 2006, con solo 3005 visitantes. Increíblemente, estas visitas se redujeron a solo 847 visitantes en el año 2007.
El parque cuenta con camping de travesía, senderismo, acampada y trineos tirados por perros.

## Historia
La zona fue primero protegida mediante proclamación el 1 de diciembre de 1978 como monumento nacional de los Estados Unidos, formando parte de un grupo de 15 áreas naturales en Alaska que Jimmy Carter, haciendo uso de la prerrogativa presidencial, proclamó nuevos monumentos nacionales, después de que el Congreso de los Estados Unidos hubiese aplazado una gran compra de tierras alaskeñas que contaba con una fuerte oposición estatal. El Congreso aprobó en 1980 la ley de Conservación de Tierras de Interés Nacional de Alaska («Alaska National Interest Lands Conservation Act»), que incorporaba la mayoría de esos monumentos nacionales en parques nacionales y reservas, pero que también limitó el uso futuro de la prerrogativa presidencial en Alaska.
El 2 de diciembre de 1980 el monumento se convirtió en un parque nacional.